# Giuseppe Reina
Giuseppe Reina (Casteltermini, 16 giugno 1928 – Casteltermini, 30 agosto 2010) è stato un avvocato e politico italiano.

## Biografia
Esponente del Partito Socialista Italiano negli anni ottanta, di cui è stato componente del comitato centrale (dal 1979) e della direzione nazionale (dal 1981).
Più volte sindaco di Casteltermini nel periodo compreso dal 1976 al 1988, è stato deputato nella VIII, IX, X e XI Legislatura, vicepresidente della commissione parlamentare d'inchiesta sull'attuazione degli interventi per la ricostruzione e la ripresa socio economica dei territori della Valle del Belice colpiti dai terremoti del gennaio 1968 nella VIII Legislatura (dal 12 dicembre 1979 al 7 luglio 1981), sottosegretario di stato ai Trasporti nel V governo Fanfani (dal 7 dicembre 1982 al 4 agosto 1983) e sottosegretario  di stato alle Poste e Telecomunicazioni nel I governo Craxi (dal 9 agosto 1983 al 1º agosto 1986).
Dopo lo scioglimento del Partito Socialista Italiano, ha aderito al Nuovo PSI di Gianni De Michelis ricoprendo la carica di segretario regionale in Sicilia.
È stato vicepresidente del Banco di Sicilia.